# Artiemij Wasilewski
Artiemij Jewgieniewicz Wasilewski (ros. Артемий Евгеньевич Василевский, ur. 22 października?/4 listopada 1900 we wsi Oleszyno w guberni podolskiej, zm. w październiku 1941 w obwodzie witebskim) – funkcjonariusz radzieckich organów bezpieczeństwa, kapitan bezpieczeństwa państwowego, szef Zarządu NKGB obwodu mińskiego (1941).

## Życiorys
Ukrainiec, od maja do października 1919 w oddziale partyzanckim na Froncie Wschodnim wojny domowej w Rosji, od października 1919 w Armii Czerwonej, walczył na Froncie Wschodnim, od października 1920 do września 1923 elew Piotrogrodzkiej Szkoły Kawalerii Armii Czerwonej, od września 1923 do września 1928 dowódca plutonu i pomocnik dowódcy 55, później 56 Oddziału Pogranicznego w Kraju Dalekowschodnim, od 1926 członek WKP(b). Od września 1928 do maja 1930 elew Wyższej Szkoły Pogranicznej OGPU, od maja 1930 do marca 1933 pełnomocnik Wydziału Kontrwywiadowczego/Wydziału Specjalnego Pełnomocnego Przedstawicielstwa OGPU przy Radzie Komisarzy Ludowych ZSRR w Białoruskiej SRR, od marca 1933 do stycznia 1935 zastępca szefa wydziału politycznego stanicy maszynowo-traktorowej ds. pracy OGPU/NKWD. Od stycznia do listopada 1935 pełnomocnik Oddziału II Wydziału Specjalnego Zarządu Bezpieczeństwa Państwowego (UGB) NKWD Białoruskiej SRR, od listopada 1935 do listopada 1937 pełnomocnik operacyjny Wydziału Specjalnego/Kontrwywiadowczego UGB NKWD Białoruskiej SRR, od listopada 1937 do czerwca 1939 szef rejonowego oddziału NKWD w Mińsku, od 2 grudnia 1937 młodszy porucznik bezpieczeństwa państwowego. Od czerwca do października 1939 starszy pełnomocnik i szef Oddziału III UGB Zarządu NKWD obwodu mińskiego, od października 1939 do kwietnia 1941 szef Sekcji Śledczej Zarządu NKWD obwodu mińskiego, od 22 kwietnia 1940 starszy porucznik, a od 28 kwietnia 1941 kapitan bezpieczeństwa państwowego. Od 18 kwietnia do czerwca 1941 szef Zarządu NKGB obwodu mińskiego, od czerwca 1941 szef Grupy Operacyjnej NKGB/NKWD Białoruskiej SRR, zginął w walkach na froncie. Odznaczony Medalem 20-lecia Armii Czerwonej (1939).